# 오렌지 줄리어스

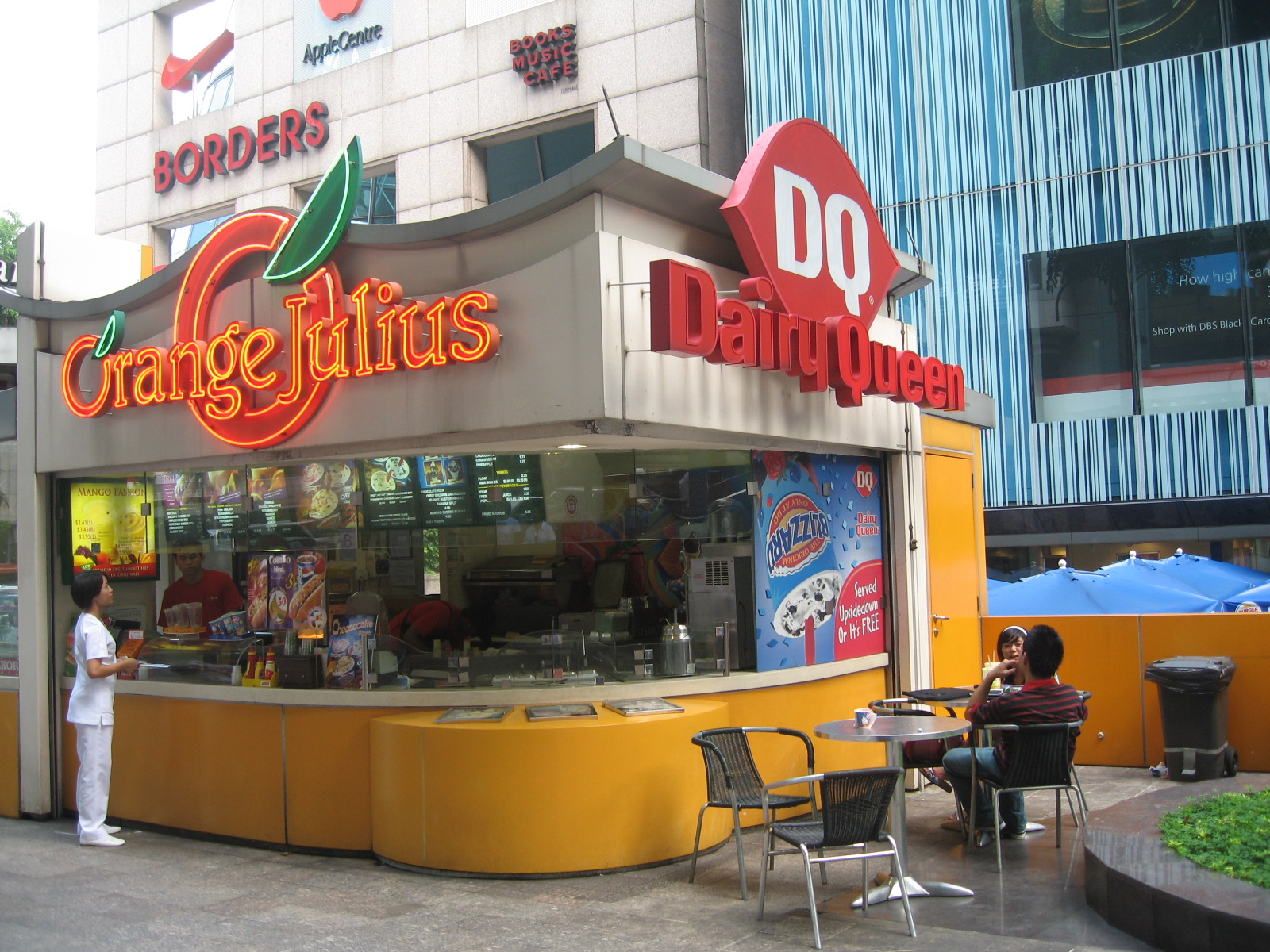
싱가포르의 오렌지 줄리우스

오렌지 줄리어스(Orange Julius)는 거품이 나는 과일 음료로 유명한 미국 음료 체인점이다. 이 체인은 1920년대 후반부터 사업을 운영해 왔다. 시그니처 음료는 얼음, 오렌지 주스, 감미료, 우유, 달걀 흰자 가루 및 바닐라 향료의 혼합물이다. 대부분의 매장은 쇼핑몰 내부에 있다.